# Restinga

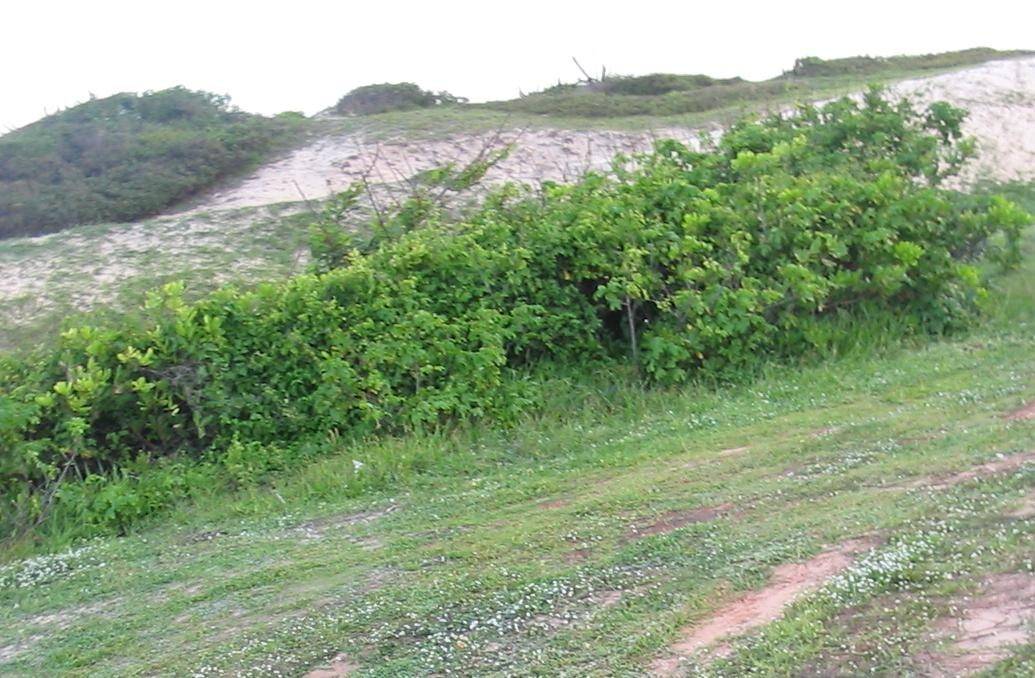
Restinga w Fortalezie

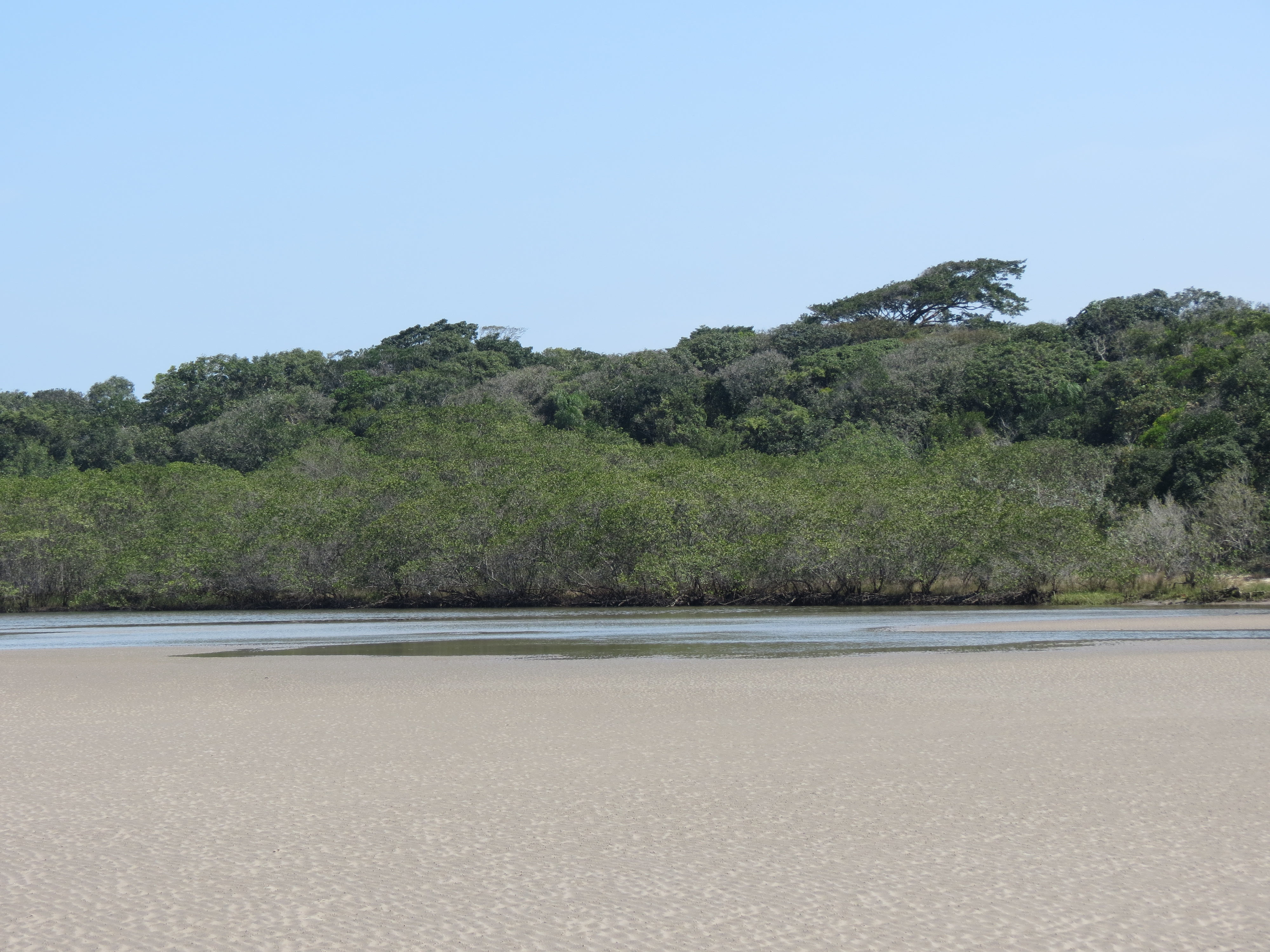
Restinga w stanie São Paulo

Restinga – mianem tym określa się pas wydm nadmorskich w Brazylii, skąpo porośnięty roślinnością krzaczastą. Nazwa stosowana jest wyłącznie do zarośli krzewiastych lub niskich lasów. Zarośla te są często silnie zdeformowane (od strony morza) pod wpływem wiatru, często płożą się i przylegają do podłoża. W miarę posuwania się w kierunku lądu „podnoszą się”. W zależności od składu gatunkowego wyróżnia się restingę wrzosowiskową i mirtową.
Restinga wrzosowiskowa jest pierwszym stadium rozwoju nadbrzeżnej roślinności zaroślowej. W jej skład wchodzą rośliny:
- Leucothoe revoluta (wrzosowate)
- Gaylussacia brasiliensis (wrzosowate)
- Marcetia glazoviana (Melastomataceae)
- Paepalanthus polyanthus (Eriocaulaceae)
- Cladonia (porosty) (Cladoniaceae)
- kaktusy: Cereus pitayava? C. pitahaya? Hylocereus sp., Melocactus violaceus, Opuntia spp.